# Hoplophorella singularis
Hoplophorella singularis är en kvalsterart som beskrevs av Sellnick 1959. Hoplophorella singularis ingår i släktet Hoplophorella och familjen Phthiracaridae. Inga underarter finns listade i Catalogue of Life.